# Кизилжарма
Кизилжарма́ (каз. Қызылжарма) — село у складі Кизилорджинської міської адміністрації Кизилординської області Казахстану. Адміністративний центр Кизилжарминського сільського округу.
У радянські часи село називалось Комсомольське.
Населення — 11274 особи (2021; 5484 у 2009, 4126 у 1999, 4045 у 1989).